# Katharina Pfeffer
Katharina Pfeffer (* 15. Oktober 1951 in Wallern im Burgenland) ist eine österreichische Politikerin (SPÖ) und war Abgeordnete zum Nationalrat.

## Ausbildung und Beruf
Katharina Pfeffer besuchte von 1957 bis 1961 die Volksschule in Wallern und wechselte im Anschluss zwischen 1961 und 1962 an die Mittelschule nach Wien. Danach war Pfeffer von 1962 bis 1965 an der Hauptschule in Frauenkirchen. Sie besuchte 1975 die Abendschule für Maschinschreiben und Bürowesen.
Pfeffer arbeitete zwischen 1965 und 1975 als Näherin und Fabriksarbeiterin und war von 1975 und 1992 Versicherungsangestellte. Danach war Pfeffer zwischen 1992 und 1994 Angestellte der Frauenberatungsstelle in Neusiedl am See und von 1994 und 2007 Geschäftsführerin des SPÖ-Bezirkssekretariats in Neusiedl am See.

## Politik
Katharina Pfeffer war zwischen 1982 und 2002 Ortsfrauenvorsitzende der SPÖ Sankt Andrä am Zicksee und von 1998 bis 2004 Bezirksfrauenvorsitzende im Bezirk Neusiedl am See. Zwischen 1986 und 1988 war sie zudem Bezirksvorsitzende der Jungen Generation Neusiedl am See. Seit 1987 ist sie Mitglied des Landesparteivorstandes der SPÖ Burgenland. 
Pfeffer ist seit 1998 Mitglied des Gemeinderates von Sankt Andrä und war zwischen dem 10. November 1994 und dem 26. Juni 1996 Abgeordnete im Österreichischen Bundesrat. Danach wechselte sie in den Burgenländischen Landtag und zog am 29. Oktober 1999 erneut in den Nationalrat ein, dem sie bis 29. Oktober 2006 angehörte. Nach dem Wechsel von Norbert Darabos in die Bundesregierung Gusenbauer erhielt Pfeffer dessen Mandat und ist seit 16. Jänner 2007 erneut Abgeordnete im Nationalrat. Vor der Nationalratswahl 2008 kündigte Pfeffer an, nicht mehr für den Nationalrat kandidieren zu wollen.

## Auszeichnungen
- Großes Silbernes Ehrenzeichen für Verdienste um die Republik Österreich (2004)
- Ehrenzeichen des Landes Burgenland